# Liste von Persönlichkeiten der Gemeinde Murnau am Staffelsee
Die folgende Liste führt Persönlichkeiten auf, die mit der Gemeinde Murnau am Staffelsee in enger Verbindung stehen.

## Söhne und Töchter der Stadt
- Placidus von Camerloher (1718–1782), Komponist
- Franz Xaver Geiger (1749–1841), katholischer Geistlicher und Schriftsteller
- Gregor Leonhard Reiner (1756–1807), Philosoph und Hochschullehrer
- Johann Michael Wittmer (1802–1880), Maler
- Emeran Kottmüller (1825–1905), Brauereibesitzer und Reichstagsabgeordneter
- Philipp Sporrer (1829–1899), Maler[1]
- Josef Berchtold (1833–1894), altkatholischer Jurist, kurzzeitig Rektor der Ludwig-Maximilians-Universität München
- Friedrich Zoepfl (1885–1973), Priester und Historiker
- Toni Kienlechner (1919–2010), Journalistin, Schriftstellerin und Übersetzerin
- Christoph Probst (1919–1943), Widerstandskämpfer, Mitglied der Weißen Rose
- Heinrich Bierling (1930–1967), Skirennläufer
- Thomas Alder (1932–1968), Schauspieler
- Wolf Nöhren (* 1944), Architekt und Designer
- Peter Utzschneider (* 1946), Bobfahrer
- Claus Biegert (* 1947), Journalist und Autor
- Stefan Gaisreiter (* 1947), Bobfahrer
- Elisabeth Zwick (1960–2019), römisch-katholische Theologin, Philosophin und Hochschullehrerin
- Harald Kühn (* 1963), Politiker (CSU)
- Barbara Mayr (* 1968), Jazzsängerin
- Lisa Poettinger (* 1996), Klimaschutz-Aktivistin

## Ehrenbürger
Quelle: Seit 2002 womöglich nicht vollständig.
| Verleihung | Name                   | Lebensdaten | Beruf / Wirkungsfeld                                      |
| ---------- | ---------------------- | ----------- | --------------------------------------------------------- |
| 1884       | Jakob Frankl           | 1813–1885   | Krankenhausarzt                                           |
| 1884       | Michael Schmid         | 1824–1892   | Pfarrer und Lokalhistoriker                               |
| 1888       | Stephan Asam           | 1829–1893   | Arzt                                                      |
| 1888       | Johann Wohnlich        | 1824–1888   | Lehrer                                                    |
| 1888       | Lothar Frank           | 1834–1890   | Bezirksamtmann in Weilheim                                |
| 1888       | Johann Sigl            | 1833–1889   | Distriktstierarzt                                         |
| 1900       | Oskar Kummer           | 1848–1912   | Kommerzienrat                                             |
| 1906       | Emanuel von Seidl      | 1856–1919   | Architekt                                                 |
| 1909       | Xaver Resch            | 1848–1927   | Bürgermeister                                             |
| 1911       | Wilhelm Asam           | 1862–1945   | Arzt                                                      |
| 1919       | Josef Wiedenmann       | 1855–1933   | Pfarrer                                                   |
| 1932       | Sebastian Utzschneider | 1856–1932   | Bürgermeister                                             |
| 1933       | James Loeb             | 1867–1933   | Bankier                                                   |
| 1948       | Robert Wohlgeschaffen  | 1873–1966   | Lehrer und Bürgermeister                                  |
| 1956       | Carl Pichler           | 1892–1963   | leitender Krankenhausarzt                                 |
| 1977       | Philipp Madlener       | 1909–1977   | Pfarrer                                                   |
| 1978       | Wilhelm Simet          | 1915–1988   | Bürgermeister                                             |
| 1988       | Ingeborg Haeckel       | 1903–1994   | Leiterin der Oberrealschule, Biologin und Naturschützerin |

Ungeklärt ist die Ehrenbürgerschaft von Hyazinth Schwald.
Max Dingler, der 1953 zum Ehrenbürger ernannt worden war, wurde 2017 von der Liste der Ehrenbürger gestrichen.

## Weitere Persönlichkeiten

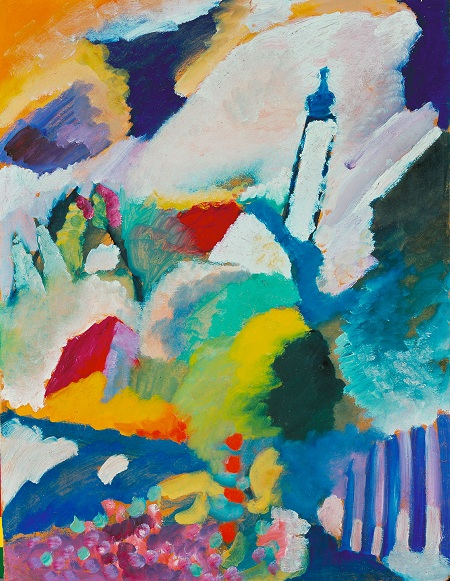
Wassily Kandinsky: Murnau mit Kirche I (1910), Städtische Galerie im Lenbachhaus, München

- Emanuel von Seidl (1856–1919), Architekt, Innenarchitekt, Ingenieur, lebte seit 1901 in dem von ihm erbauten Landhaus (1972 abgerissen) in Murnau, trug durch die von ihm 1906 veranlasste Fassadenverschönerung zur heutigen Schönheit des Ortskern maßgeblich bei
- Josef Fürst (1863–1940), Begründer des Staffelsee-Boten und der Fürst-Alm
- Wassily Kandinsky (1866–1944), Maler („Blauer Reiter“), verbrachte 1909 bis 1914 gemeinsam mit Gabriele Münter die Sommermonate im sogenannten Russenhaus in Murnau
- James Loeb (1867–1933), Altphilologe, Kunstsammler und Philanthrop, lebte, unterbrochen durch den Ersten Weltkrieg, von 1912 bis zu seinem Tod 1933 in Murnau, übernahm 1931 die komplette Finanzierung (450.000 RM) des Murnauer Gemeindekrankenhauses
- Max Reinhardt (1873–1943), inszenierte 1910 im Park der Seidl-Villa Shakespeares „Ein Sommernachtstraum“ als Freilichtaufführung
- Hans Stubenrauch (1875–1941), Maler und Schriftsteller, lebte seit 1918/19 dort
- Gabriele Münter (1877–1962), Malerin („Blauer Reiter“), Kandinskys Lebensgefährtin, lebte von 1909 bis zu ihrem Tod in Murnau
- Walter von Molo (1880–1958), Schriftsteller, starb in Murnau
- Alfred Fischer (1881–1950), Architekt, starb in Murnau
- Max Dingler (1883–1961), Zoologe und Mundartdichter
- Fritz Windgassen (1883–1963), Opernsänger, starb in Murnau
- Gottfried Feder (1883–1941), Wirtschaftstheoretiker und Politiker der DAP und NSDAP, lebte und starb in Murnau
- Käthe Kruse (1883–1968), Puppenmacherin, starb in Murnau
- Else Hueck-Dehio (1897–1976), Schriftstellerin, starb in Murnau
- Erna Sack (1898–1972), Opernsängerin, lebte 1956–1966 in Murnau
- Willy Messerschmitt (1898–1978), Flugzeugkonstrukteur und Unternehmer, 6. Mai 1945 in Murnau von Alliierten verhaftet, verbrachte die meiste Zeit seines Hausarrests in Murnau
- Ödön von Horváth (1901–1938), Schriftsteller, lebte von 1923 bis 1934 immer im Haus seiner Eltern in Murnau, eine Dauerausstellung im Schlossmuseum zeigt die Spuren der Murnauer Zeit in seinem Werk
- Kurt Eichhorn (1908–1994), Dirigent, lebte und starb in Murnau
- Herbert Volwahsen (1906–1988), Bildhauer, lebte und starb in Murnau
- Birgitta Wolf (1913–2009), Publizistin, bekannt durch ihre Gefangenenhilfe, lebte und wirkte in Murnau
- Hans Baumann (1914–1988), NS-Liedschreiber und Jugendbuchautor
- Josef Ertl (1925–2000), Bundesminister, starb in Murnau
- Kieth Engen (1925–2004), Opernsänger, starb in Murnau
- Adolph Kurt Böhm (1926–2020), Komponist, Pianist, Liedbegleiter und Buchautor, Träger des Bundesverdienstkreuzes, Träger des Ehrentitels Gerechter unter den Völkern, lebte in Murnau
- Carlos Veerhoff (1926–2011), deutsch-argentinischer Komponist, lebte in Murnau seit 1988
- Wolfgang Ecke (1927–1983), Schriftsteller, starb in Murnau
- Kurt Sontheimer (1928–2005), Politikwissenschaftler, starb in Murnau
- Karl-Michael Vogler (1928–2009), Schauspieler, lebte und starb bei Murnau
- Josef Anton Riedl (1929–2016), Komponist, lebte und starb in Murnau
- Dieter Schnebel (1930–2018), Komponist, lebte in Murnau
- Johannes Schaaf (1933–2019), Regisseur, lebte und starb in Murnau
- Albert Speer junior (1934–2017), Architekt, lebte in Murnau
- Peter Fricke (* 1939), Schauspieler, wuchs bei seiner Mutter in Murnau auf
- Egbert Greven  (1941–2018), Grafiker, Zeichner und Galerist, in Murnau gestorben
- Nikolaus Lang (1941–2022), Künstler
- Friedrich Schütze-Quest (1943–2016), in Seehausen aufgewachsener und dort zur Schule gegangener Journalist, Auslandsreporter und Feature-Autor, wurde in Murnau beigesetzt
- Wilhelm Manske (* 1951), Schauspieler
- Chris Weller (* 1957 als Christoph Weller), Pianist und Komponist, lebte in Murnau
- Fritz Wölcken (1903–1992), Professor für Anglistik, lebte im Ruhestand in Murnau dort gestorben
- Michèle Loetzner (* 1982), Autorin und Journalistin, wuchs in Murnau auf